# Arquidiócesis de Manfredonia-Vieste-San Giovanni Rotondo
La arquidiócesis de Manfredonia-Vieste-San Giovanni Rotondo (en latín: Archidioecesis Sipontina-Vestana-Sancti Ioannis Rotundi y en italiano: Arcidiocesi di Manfredonia-Vieste-San Giovanni Rotondo) es una circunscripción eclesiástica de la Iglesia católica en Italia. Se trata de una arquidiócesis latina, sufragánea de la arquidiócesis de Foggia-Bovino. Desde el 3 de noviembre de 2018 su arzobispo es Franco Moscone, de la Orden de los Padres Somascos.

## Territorio y organización

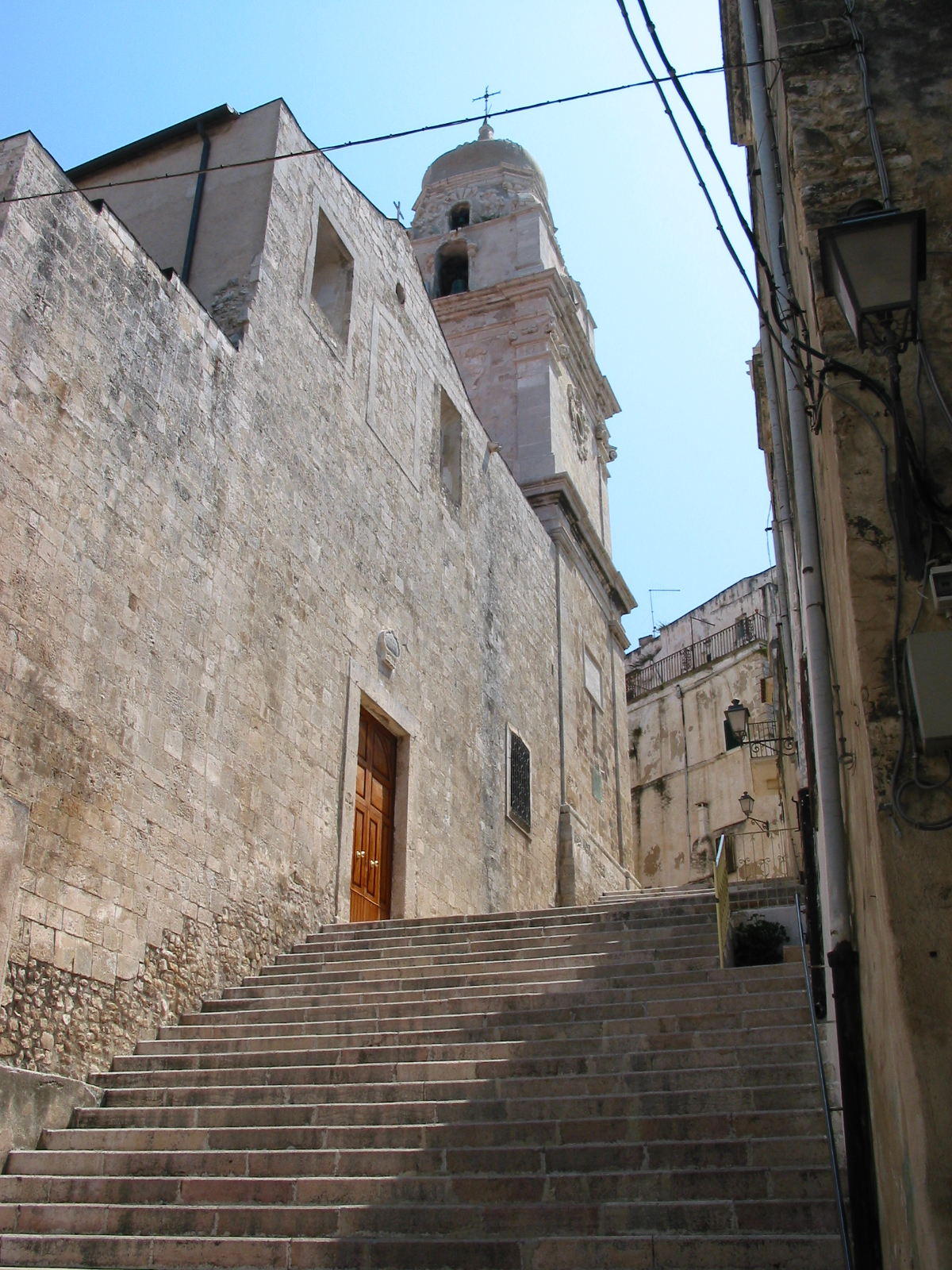
Concatedral de Santa María Asunta, en Vieste

La arquidiócesis tiene 1666 km² y extiende su jurisdicción sobre los fieles católicos de rito latino residentes en 13 comunas de la provincia de Foggia en la región de Apulia: Manfredonia, Zapponeta, San Giovanni Rotondo, Monte Sant'Angelo, Mattinata, Vieste, Peschici, Vico del Gargano, Rodi Garganico, Ischitella, Carpino, Cagnano Varano y las Islas Tremiti.

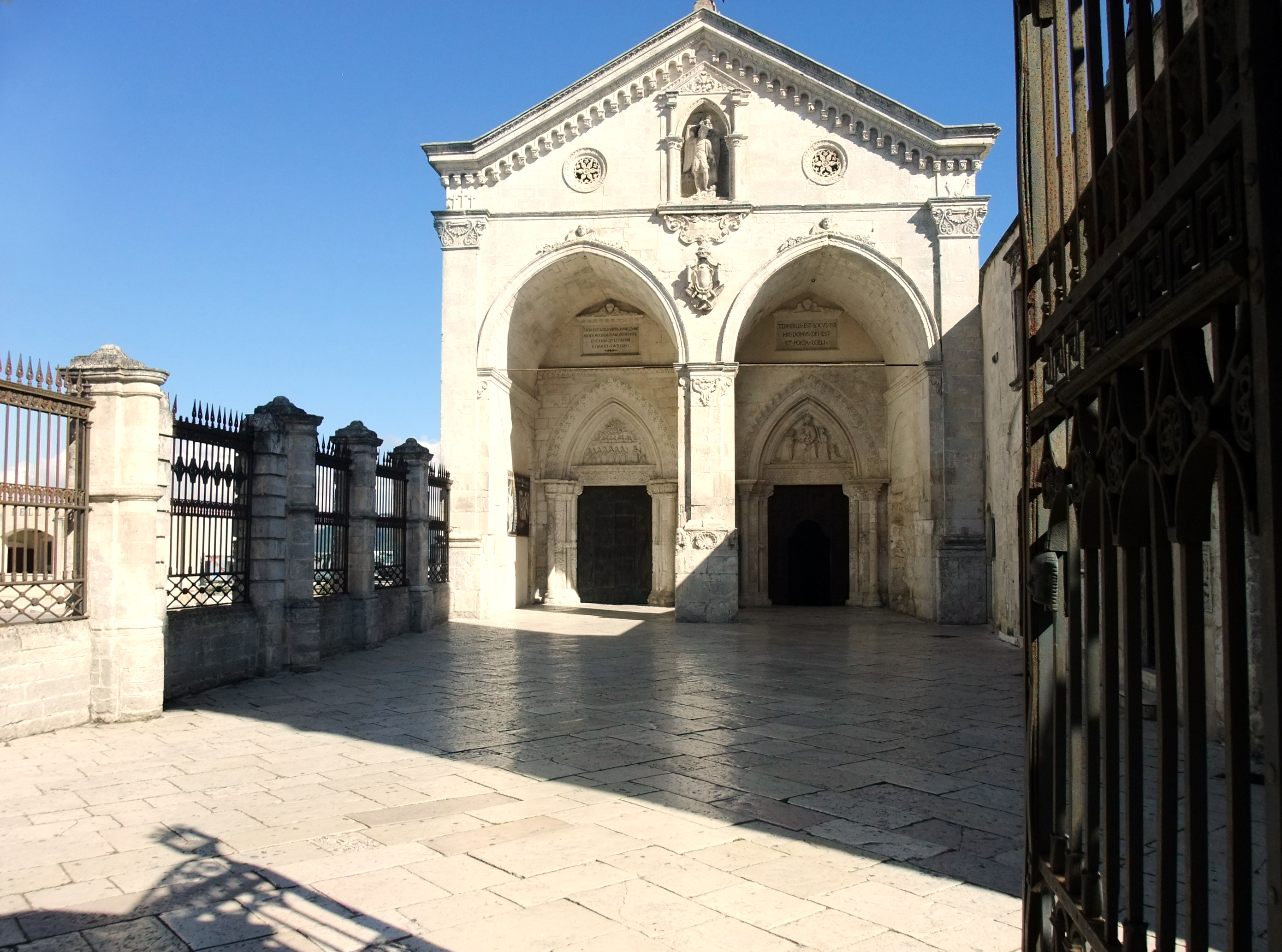
Basílica santuario de San Miguel Arcángel, en Monte Sant'Angelo

La sede de la arquidiócesis se encuentra en la ciudad de Manfredonia, en donde se halla la Catedral de San Lorenzo Maiorano y en el barrio de Siponto la excatedral basílica santuario de Santa María la Mayor. En Vieste se encuentra la Concatedral de Santa María Asunta. En el territorio de la arquidiócesis se encuentran los siguientes santuarios:
- basílica santuario de San Miguel Arcángel, en Monte Sant'Angelo;
- santuario de Santa María de Merino, en Vieste;
- santuario de la Virgen de los Libres, en Rodi Garganico;
- santuario de San Pío de Pietrelcina, en San Giovanni Rotondo;
- santuario de Santa María en el Mar, en la isla de San Nicolás en las islas Tremiti.

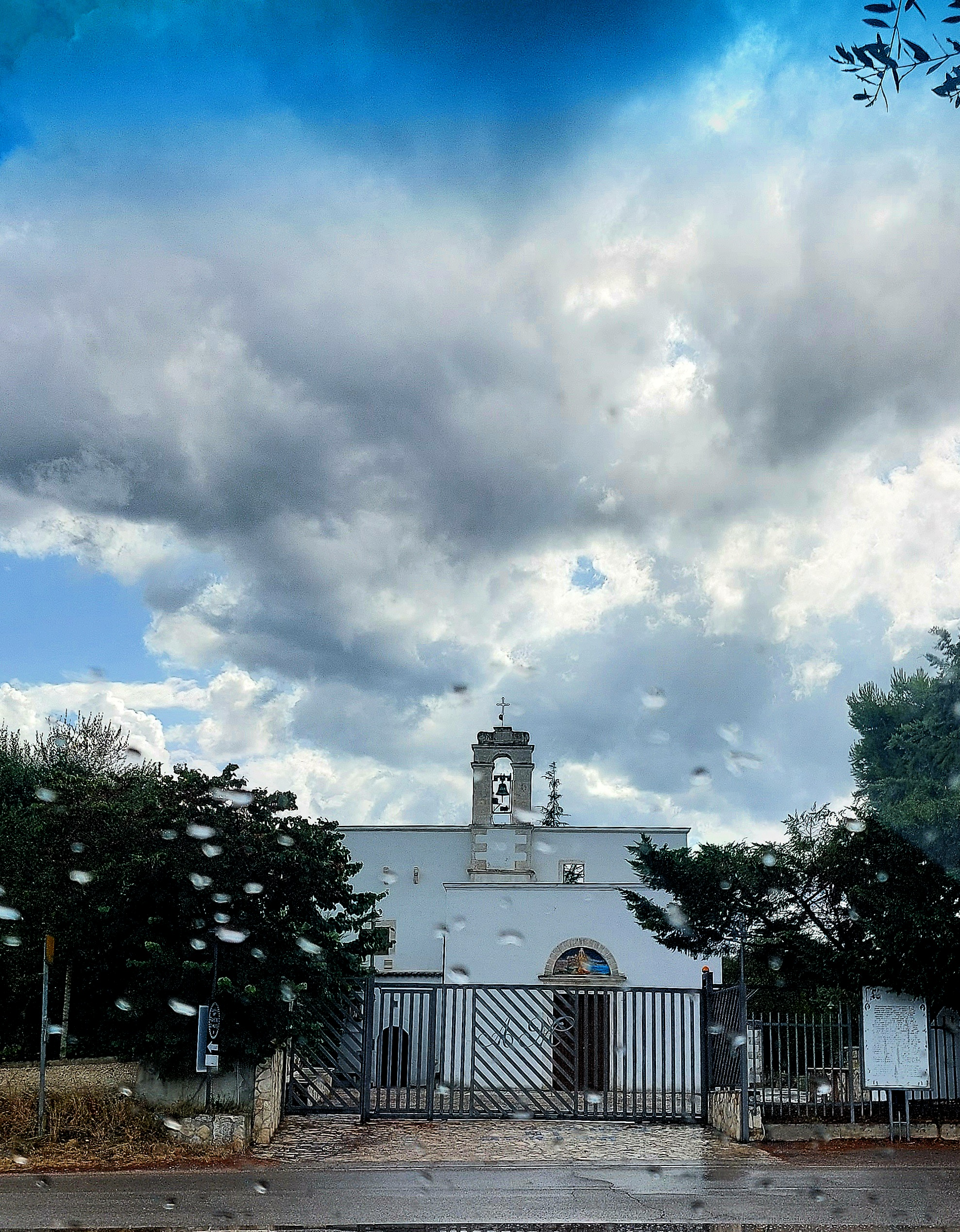
Santuario de Santa María en el Mar, en las islas Tremiti

En 2021 en la arquidiócesis existían 50 parroquias agrupadas en 5 vicarías: vicaría foránea de Manfredonia, vicariato episcopal territorial de Vieste, vicaría foránea de San Giovanni Rotondo, vicaría foránea de Monte Sant'Angelo y vicaría foránea del Gargano Nord.

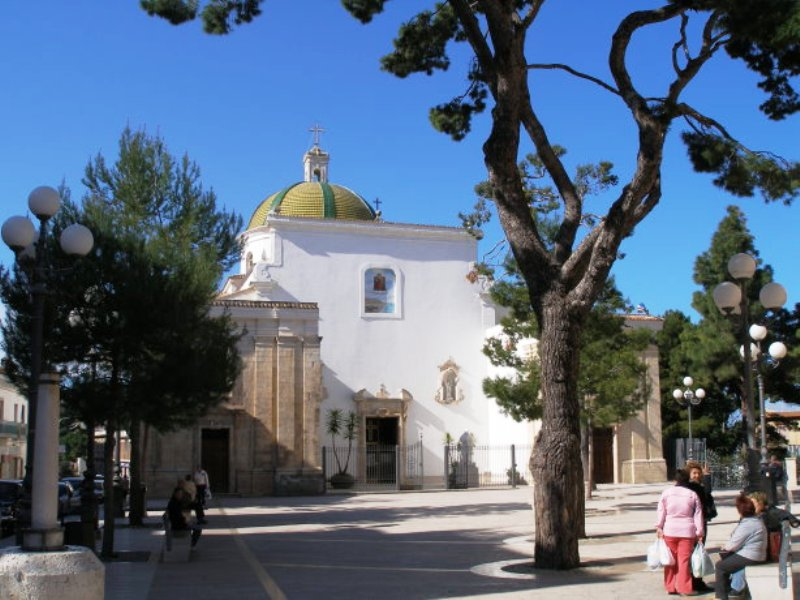
Santuario de la Virgen de los Libres, en Rodi Garganico

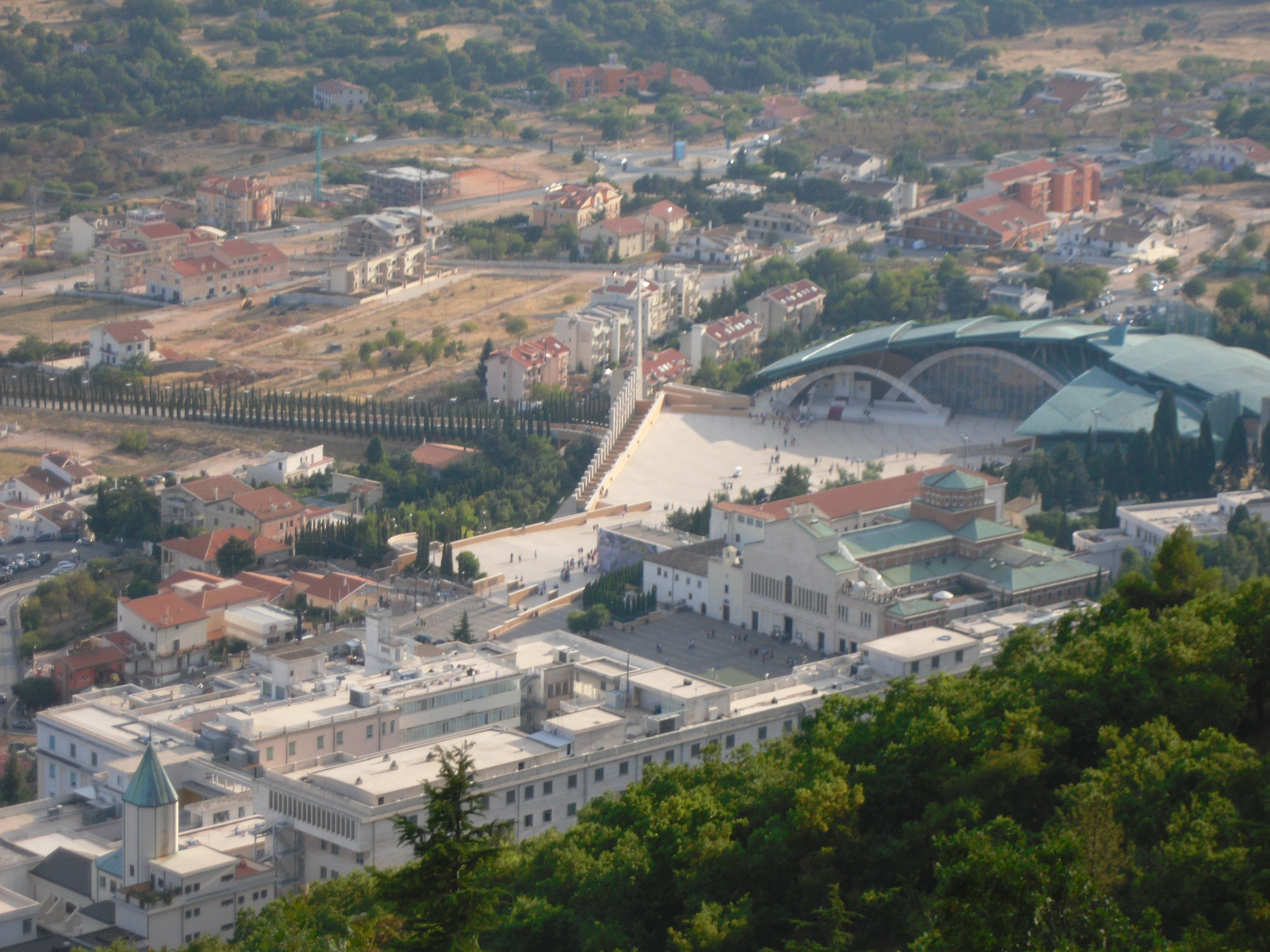
Santuario de San Pío de Pietrelcina, en San Giovanni Rotondo

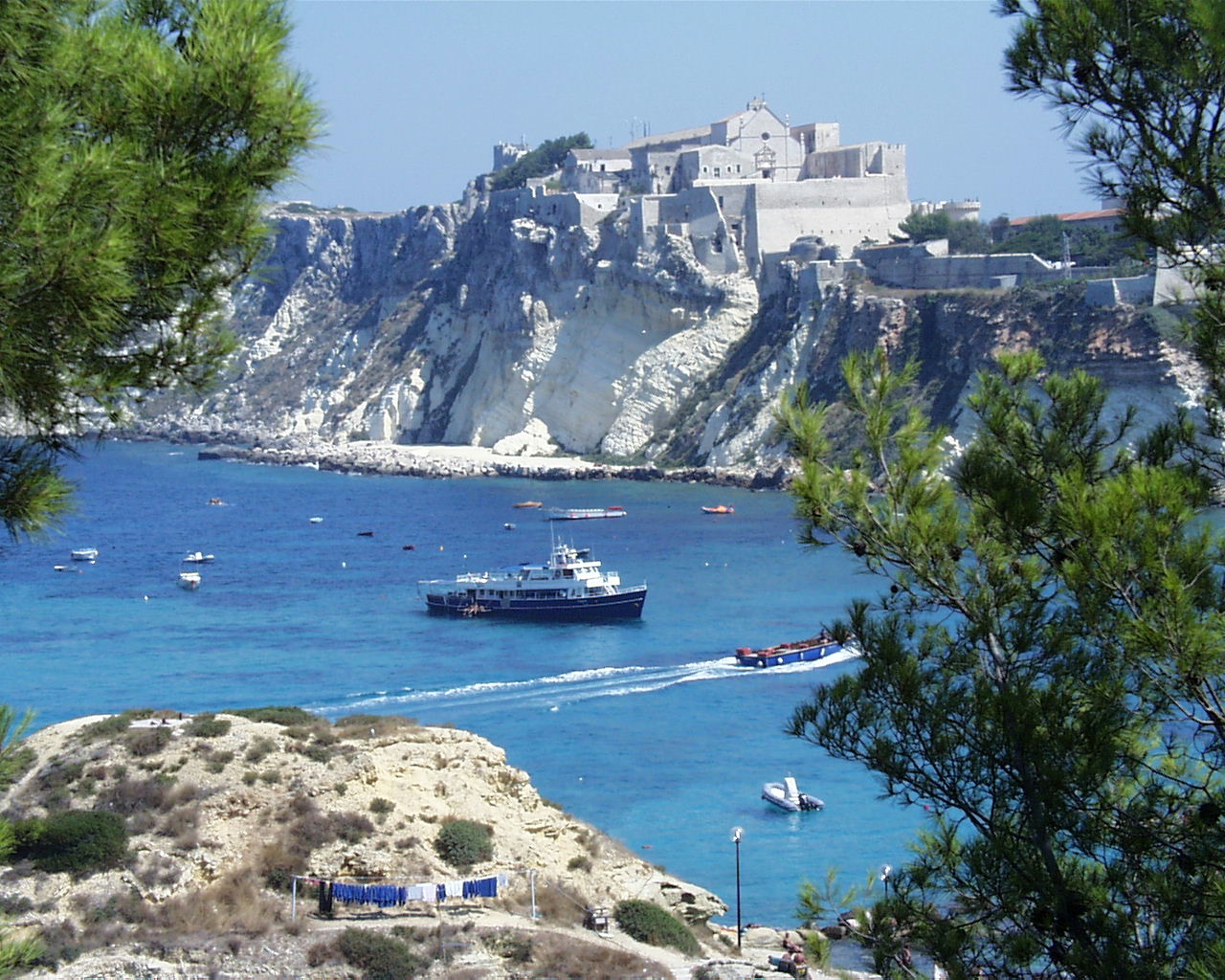
Santuario de Santa María en el Mar, en San Giovanni Rotondo

## Historia

### Siponto/Manfredonia
El origen de la diócesis de Siponto es incierto. Según la tradición, fue el apóstol san Pedro quien fundó la comunidad cristiana de Siponto y consagró a su primer obispo, san Justino. La misma tradición informa de una larga lista de presuntos obispos sipontinos, muchos de ellos anónimos, entre los siglos II y IV. Sin embargo, el primer obispo documentado históricamente es Felice I, quien asistió al concilio romano convocado por el papa Hilario en el año 465. Sin embargo, «a pesar del silencio de las fuentes, la comunidad cristiana de Siponto debía estar muy viva y bien organizada ya desde el siglo IV, como lo demuestra la existencia de una basílica paleocristiana de tres naves y de algunos hipogeos paleocristianos».
La primera mitad del siglo VI está marcada por la presencia del obispo Lorenzo de Maiorano, quien según la tradición fue el destinatario de las tres apariciones del arcángel Miguel, en el origen del santuario de San Miguel Arcángel en Gargano. A finales de siglo, la correspondencia de Gregorio Magno permite conocer la existencia de otros dos obispos de Siponto, Felice II y Vitaliano, atestiguados entre los años 591 y 599. Una inscripción epigráfica, mutilada en varias partes y datable entre los siglos VI y VII, informa del nombre de Stefano y del título de episcopus. El último obispo conocido a partir de fuentes antiguas es Rufino, que participó en el Concilio de Letrán de 649.
En el año 663 Siponto fue destruida por primera vez por las incursiones eslavas. Después de esta destrucción la ciudad quedó casi abandonada y la diócesis fue efectivamente suprimida y unida a la arquidiócesis de Benevento. Según la tradición, referida en la vida de san Barbato de Benevento, la unión habría tenido lugar en tiempos de este obispo de Benevento, en la segunda mitad del siglo VII. Sin embargo, el primer obispo de Benevento que lleva ambos títulos es Davide II a finales del siglo VIII, como atestigua un diploma del año 795, donde Davide se define como obispo sanctae sedis Beneventanae et Sipontinae ecclesiae.
Siponto recuperó la independencia eclesiástica a principios del siglo XI, durante la dominación bizantina, con el obispo Leone documentado desde 1023 a 1037, período durante el cual la Iglesia sipontina fue elevada por el papa Benedicto IX (1032-1044) al rango de Iglesia arzobispal. Las incertidumbres políticas de la época, con el paso de la Capitanata de los bizantinos a los nuevos gobernantes normandos, hacen difícil el seguimiento de los acontecimientos históricos de la diócesis sipontina. Algunos documentos papales parecen confirmar que, después de Leone, durante un cierto período la diócesis volvió a estar sujeta a Benevento, mientras que está atestiguado que Giovanni, obispo de Trani, tuvo la administración de la Iglesia sipontina durante un período, hasta que fue depuesto en 1059.
El verdadero artífice del renacimiento de Siponto fue el obispo benedictino Geraldo, documentado desde 1064 a 1076, cuyo pontificado «marcó para la Iglesia sipontina la total emancipación de Benevento, en lo que respecta a la autonomía tanto diocesana como metropolitana». De hecho, en 1063/1064 el papa Alejandro II concedió a Geraldo el título de arzobispo. En tiempos del papa Pascual II (1099-1118) la Iglesia sipontina fue elevada al rango de sede metropolitana, siendo la diócesis de Vieste la única sufragánea.
La decadencia de la ciudad de Siponto, destruida por Guillermo I de Sicilia poco después de mediados del siglo XII, abandonada por sus habitantes y finalmente golpeada por un terremoto, llevó al traslado de la sede episcopal a la cercana ciudad de Manfredonia, construida entre 1256 y 1263. Sin embargo, en el lenguaje curial, la arquidiócesis seguirá manteniendo el antiguo título eclesiástico de dioecesis sipontina.
Dos obispos de Siponto se convirtieron más tarde en papas: Giovanni Maria Ciocchi del Monte, arzobispo de 1513 a 1544, que se convirtió en el papa Julio III en 1550; Vincenzo Maria Orsini, arzobispo de 1675 a 1680, se convirtió en el papa Benedicto XIII en 1724.
El rito bizantino debió estar ampliamente difundido en la antigua diócesis de Siponto. El uso del rito bizantino en el altar mayor de la catedral se mantuvo hasta la época del obispo Domenico Ginnasi (1586-1607) a finales del siglo XVI.
En 1620 la catedral de Manfredonia fue destruida por los turcos y posteriormente reconstruida durante el episcopado de Antonio Marullo. La construcción del seminario diocesano en 1598 se debe al obispo Domenico Ginnasi.
Desde 1818, mediante la bula De utiliori del papa Pío VII, los arzobispos sipontinos también se convirtieron en administradores perpetuos de la diócesis de Vieste.
El 25 de junio de 1855 el territorio de la antigua abadía nullius de San Giovanni, en la comuna de San Marco in Lamis, fue cedido para la concomitante erección de la diócesis de Foggia mediante el decreto Quo aptius de la Congregación para los Obispos.

### Vieste
El origen de la diócesis de Vieste es incierto, ya que se remonta a la época de la dominación bizantina. El primer obispo conocido es Alfano, documentado en 1019 gracias a un pergamino de la abadía de Santa Maria delle Tremiti, fechado en el año veintiséis del episcopado de Alfano, que se convirtió así en obispo de Vieste alrededor del año 994. El obispo todavía es mencionado en pergaminos de 1031 y 1035.
No se tienen más noticias de la diócesis ni de los obispos de Vieste durante más de un siglo, durante el cual la región quedó bajo el dominio de los normandos. El siguiente obispo documentado por fuentes contemporáneas es Marando (o Maraldo), del que da fe otro pergamino de la abadía de Tremiti en 1158, y que fue depuesto por el papa Alejandro III por simonía. El obispo Simeón participó en el Concilio de Letrán de 1179.
Desde la época del papa Pascual II (1099-1118) está atestiguada la dependencia de la diócesis de Vieste de la provincia eclesiástica de la arquidiócesis de Siponto, de la que era la única diócesis sufragánea.
La diócesis era muy pequeña, comprendía sólo el territorio de Vieste, y tenía unos ingresos muy pobres, que en el siglo XVI ascendían a menos de 300 ducados al año, lo que la eximía de cualquier tipo de imposición fiscal. Debido a su particular situación, la diócesis vio la sucesión de numerosos obispos, particularmente en el siglo XVI, con 15 obispos que en su mayoría nunca pusieron un pie en Vieste, prefigurando una inestabilidad permanente en el gobierno pastoral. La mayoría de estos obispos procedían de los círculos curiales romanos. Entre ellos se recuerda a Ugo Boncompagni, futuro papa Gregorio XIII, que gobernó la diócesis de 1558 a 1565 y estuvo presente en el Concilio de Trento.
La Catedral de Vieste, que data del siglo X, fue restaurada por primera vez en el siglo XIII en la época del emperador Federico II; remodelada en varias ocasiones debido a los frecuentes terremotos, fue reconstruida en el siglo XVIII en la época de los obispos Nicola Cimaglia y Giuseppe Maruca.
Tras el concordato entre la Santa Sede y el Reino de las Dos Sicilias, mediante la bula De utiliori del papa Pío VII del 27 de junio de 1818, la diócesis de Vieste fue entregada en administración perpetua a los arzobispos de Manfredonia. A los canónigos de la catedral de Vieste se les permitió elegir su propio vicario capitular para cada nuevo arzobispo administrador.

### Arquidiócesis actual
El 29 de septiembre de 1933 la arquidiócesis de Manfredonia y la diócesis de Vieste pasaron a formar parte de la región eclesiástica de Benevento mediante el decreto Iam pridem de la Congregación Consistorial. Este estatus se mantuvo hasta 1976, cuando las diócesis de Capitanata fueron anexadas a la región eclesiástica de Apulia mediante el decreto Eo quod spirituales.
En 1938 las islas Tremiti fueron separadas de la diócesis de Larino y anexadas a la diócesis de Siponto mediante el decreto Cum Apostolicae de la Congregación Consistorial.
Desde 1916 el monasterio de Santa Maria delle Grazie en San Giovanni Rotondo acogió al padre san Pío de Pietrelcina, que residió en el convento de Gargano hasta su muerte en 1968.
El 30 de abril de 1979 la arquidiócesis de Manfredonia perdió su dignidad metropolitana, manteniendo aún el título de arzobispal, y pasó a formar parte, junto con la diócesis de Vieste, de la provincia eclesiástica de la arquidiócesis de Foggia mediante la bula Sacrorum Antistites del papa Pablo VI.
El 30 de septiembre de 1986, mediante el decreto Instantibus votis de la Congregación para los Obispos, las dos diócesis se unieron con la fórmula plena unione y el nuevo distrito eclesiástico tomó el nombre de arquidiócesis de Manfredona-Vieste. Al mismo tiempo, la comuna de Rignano Garganico fue transferida a la diócesis de San Severo.
El 10 de diciembre de 2002, mediante el decreto Sanctum Pium de la Congregación para los Obispos, se modificó el nombre de la arquidiócesis con la adición del título de San Giovanni Rotondo. El 4 de mayo, con la carta apostólica Effigies viva, el papa Juan Pablo II confirmó a san Pío de Pietrelcina como patrono de la arquidiócesis.

## Estadísticas
Según el Anuario Pontificio 2022 la arquidiócesis tenía a fines de 2021 un total de 147 515 fieles bautizados.
| Año                                                                             | Población            | Población | Población      | Sacerdotes | Sacerdotes    | Sacerdotes    | Bautizados por sacerdote | Diáconos permanentes | Religiosos | Religiosos | Parroquias |
| Año                                                                             | Bautizados católicos | Total     | % de católicos | Total      | Clero secular | Clero regular | Bautizados por sacerdote | Diáconos permanentes | Varones    | Mujeres    | Parroquias |
| ------------------------------------------------------------------------------- | -------------------- | --------- | -------------- | ---------- | ------------- | ------------- | ------------------------ | -------------------- | ---------- | ---------- | ---------- |
| 1950                                                                            | 111 903              | 112 040   | 99.9           | 93         | 76            | 17            | 1203                     |                      | 24         | 56         | 16         |
| 1970                                                                            | 142 000              | 143 000   | 99.3           | 123        | 77            | 46            | 1154                     |                      | 56         | 205        | 44         |
| 1980                                                                            | 148 000              | 152 000   | 97.4           | 122        | 74            | 48            | 1213                     |                      | 55         | 168        | 49         |
| 1990                                                                            | 148 750              | 157 700   | 94.3           | 129        | 79            | 50            | 1153                     |                      | 57         | 193        | 46         |
| 1999                                                                            | 153 700              | 156 788   | 98.0           | 129        | 70            | 59            | 1191                     |                      | 69         | 209        | 47         |
| 2000                                                                            | 153 600              | 156 642   | 98.1           | 122        | 71            | 51            | 1259                     |                      | 62         | 224        | 48         |
| 2001                                                                            | 153 300              | 156 450   | 98.0           | 122        | 72            | 50            | 1256                     |                      | 58         | 206        | 48         |
| 2002                                                                            | 152 400              | 154 413   | 98.7           | 131        | 74            | 57            | 1163                     | 2                    | 63         | 215        | 49         |
| 2003                                                                            | 153 200              | 155 216   | 98.7           | 133        | 72            | 61            | 1151                     | 2                    | 65         | 206        | 49         |
| 2004                                                                            | 152 800              | 154 906   | 98.6           | 126        | 72            | 54            | 1212                     | 2                    | 61         | 199        | 49         |
| 2013                                                                            | 151 850              | 154 283   | 98.4           | 129        | 75            | 54            | 1177                     | 3                    | 61         | 195        | 51         |
| 2016                                                                            | 151 209              | 152 559   | 99.1           | 122        | 74            | 48            | 1239                     | 4                    | 53         | 192        | 51         |
| 2019                                                                            | 150 600              | 151 446   | 99.4           | 122        | 71            | 51            | 1234                     | 4                    | 61         | 161        | 51         |
| 2021                                                                            | 147 515              | 148 615   | 99.3           | 119        | 69            | 50            | 1239                     | 3                    | 59         | 148        | 50         |
| Fuente: Catholic-Hierarchy, que a su vez toma los datos del Anuario Pontificio. |                      |           |                |            |               |               |                          |                      |            |            |            |

## Episcopologio

### Obispos de Siponto
- San Giustino? † (circa 44)
- Anónimo? † (circa 132)
- Anónimo? † (circa 138)
- Anónimo? † (?-circa 194 falleció)
- San Marcellino? †
- San Giuliano? †
- San Leone I? † (circa 256-circa 293 falleció)
- San Eusanio? † (circa 296-9 de julio de 300 falleció)
- Anónimo? † (301)
- Anónimo? † (circa 333)
- Anónimo? † (circa 385)
- Aurelio? †
- Simplicio? †
- San Teodoro? †
- San Felice I † (mencionado en 465)[23]
- San Lorenzo de Maiorano † (primera mitad del siglo VI)[24]
- Felice II † (antes de 591-después de 593)[25]
- Vitaliano † (antes de 597-después de 599)[nota 2]
- Stefano † (VI/siglo VII)[26][27]
- Rufino † (mencionado en 649)
  - Sede unida a Benevento (siglo VII-siglo XI)
- Leone II † (antes de 1023-después de 1037)[nota 3]
  - Giovanni di Trani † (?-1059 depuesto) (administrador apostólico)[28][29][nota 4]
- Guisardo † (mencionado en 1062)[30]
- Gerardo I, O.S.B. † (antes de mayo de 1064-6 de febrero después de 1076 falleció)[31]
- Omobono † (antes de 1087-después de 1097)
- Alberto, O.S.B. † (octubre de 1100-13 de enero de 1116 falleció)[32]
- Gregorio I, O.S.B. † (1116-21 de septiembre de 1117 falleció)[nota 5]
- Guglielmo I † (1118-después de 1124)[33]
- Giovanni I † (antes de 1129-después de 1132)[33]
- Gaudino † (mencionado en 1136)[33][nota 6]
- Guglielmo II † (antes de 1143-después de 1147)[33]
- Goffredo † (antes de 1158-antes de 1168/1169 falleció)[nota 7]
- Gerardo II di Verona † (1170-después de 1179)[nota 8]
- Giovanni II † (mencionado el 10 de abril de 1195)[34]
- Ugone de Troia † (antes del 11 de julio de 1195-después de mayo de 1210)[34]
- Anónimo † (mencionado como obispo electo en 1215 y en 1216)[34]

### Arzobispos de Manfredonia
- Ruggero di Anglona † (antes de 1219-después de agosto de 1256)[34]
- Giacomo Falconario † (antes de junio de 1259-después de 1269)[34][nota 9]
- Giovanni Freccia † (antes de marzo de 1277-circa 1290 falleció)[34]
- Andrea De China † (5 de diciembre de 1291-1301 falleció)
- Gregorio de Montelongo † (1 de septiembre de 1301-enero de 1302 falleció)
- Leonardo Mancini † (9 de febrero de 1302-1326 falleció)
- Matteo Orsini, O.P. † (15 de junio de 1327-18 de diciembre de 1327 renunció)
- Bartolomeo † (11 de enero de 1328-1330 falleció)
- Sasso Giudici Leoni † (1 de octubre de 1330-1343 falleció)
- Pietro Gallo, O.F.M. † (9 de febrero de 1343-? falleció)
- Francesco Crispo, O.E.S.A. † (1 de junio de 1351-? falleció)
- Marino, † (16 de noviembre de 1354-? falleció)
- Feo † (8 de noviembre de 1361-? falleció)
- Pietro, O.Carm. † (29 de octubre de 1375-después de 1378 depuesto)
- Giovanni III † (1382-1386 depuesto)
- Giovanni IV † (1386-1397 renunció)
- Niccolò Sacchi, O.P. † (27 de febrero de 1398-26 de julio de 1402 nombrado arzobispo de Ragusa)
- Niccolò de Hortis † (26 de julio de 1402-1407 depuesto)
- Lorenzo II † (7 de mayo de 1410-? falleció)
  - Paolo di Segni † (17 de diciembre de 1414-12 de junio de 1419 nombrado obispo de Gerace) (antiobispo)
- Mattia Foschi † (4 de junio de 1436-10 de marzo de 1438 nombrado obispo de Rieti)
- Angelo Capranica † (17 de marzo de 1438-5 de mayo de 1447 nombrado obispo de Ascoli Piceno)
  - Basilio Bessarione † (5 de mayo de 1447-28 de marzo de 1449 nombrado administrador apostólico de Mazara del Vallo) (administrador apostólico)
- Giovanni Burgio † (7 de abril de 1449-octubre de 1458 nombrado obispo de Mazara del Vallo)
- Niccolò Perotti † (19 de octubre de 1458-14 de diciembre de 1480 falleció)
- Tiberio Nardini † (12 de enero de 1481-1498 falleció)
- Agapito Geraldino † (4 de mayo de 1500-1506 falleció)
- Antonio Maria Ciocchi del Monte † (6 de febrero de 1506-30 de mayo de 1511 nombrado obispo de Pavía)
- Giovanni Maria Ciocchi del Monte † (18 de marzo de 1513-25 de junio de 1544 renunció, luego electo papa con el nombre de Julio III)
- Giovanni Ricci † (25 de junio de 1544-20 de febrero de 1545 nombrado arzobispo a título personal de Chiusi)
- Giovanni Andrea Mercurio † (20 de febrero de 1545-30 de mayo de 1550 nombrado arzobispo de Mesina)
- Sebastiano Antonio Pighini † (30 de mayo de 1550-11 de diciembre de 1553 nombrado administrador apostólico de Adria)
- Dionisio de Robertis, O.S.M. † (30 de marzo de 1554-1560 falleció)
- Bartolomé de la Cueva y Toledo † (13 de septiembre de 1560-29 de junio de 1562 falleció)
- Tolomeo Gallio † (6 de julio de 1562-1573 renunció)
- Giuseppe Sappi † (8 de abril de 1573-1586 falleció)
- Domenico Ginnasi † (17 de diciembre de 1586-5 de noviembre de 1607 renunció)
- Annibale Serugo De Gimnasiis † (5 de noviembre de 1607-6 de enero de 1622 falleció)
- Giovanni Giannini † (14 de marzo de 1622-diciembre de 1622 falleció)
- Bernardino Buratto † (9 de enero de 1623-11 de abril de 1628 falleció)
- Annibale Andrea Caracciolo † (29 de mayo de 1628-diciembre de 1629 falleció)
- Orazio Annibale della Molara † (18 de febrero de 1630-7 de mayo de 1643 falleció)
- Antonio Marullo, S.I. † (31 de agosto de 1643-18 de diciembre de 1648 falleció)
- Paolo Teutonico † (12 de abril de 1649-23 de noviembre de 1651 falleció)
- Giovanni Alfonso Puccinelli, C.R.L. † (13 de mayo de 1652-19 de octubre de 1658 falleció)
- Benedetto Cappelletti † (22 de septiembre de 1659-27 de enero de 1675 renunció)
- Vincenzo Maria Orsini de Gravina, O.P. † (28 de enero de 1675-22 de enero de 1680 nombrado arzobispo a título personal de Cesena, luego electo papa con el nombre de Benedicto XIII)
- Tiberio Muscettola, C.O. † (13 de mayo de 1680-25 de febrero de 1708 falleció)
- Giovanni De Lerma † (12 de marzo de 1708-14 de marzo de 1725 renunció)
- Marcantonio De Marco † (21 de marzo de 1725-abril de 1742 falleció)
- Francesco Rivera † (25 de mayo de 1742-25 de enero de 1777 falleció)
- Tommaso Maria Francone, C.R. † (23 de junio de 1777-25 de mayo de 1799 falleció)
  - Sede vacante (1799-1804)
- Giovanni Gaetano del Muscio, Sch. P. † (29 de octubre de 1804-diciembre de 1807 falleció)
  - Sede vacante (1807-1818)

### Obispos de Vieste
- Alfano † (circa 994-después de 1035)[9]
- Marando (o Maraldo) † (antes de 1158-circa 1168/1169 depuesto)[35]
- Simeone † (mencionado en 1179)[36]
- Anónimo † (antes de 1195-1198 depuesto)[36]
- Anónimo † (mencionado en diciembre de 1199)[36]
- Anónimo † (mencionado en 1224)[36]
- Pietro † (mencionado en 1225 circa)[36]
- Teoduino † (mencionado en 1227)[36][nota 10]
- Giovanni † (antes de 1274-después de 1275)[36]
- Angelo † (antes de mayo de 1291-1302 falleció)
  - Gabriele, O.S.B. † (1303-1303 falleció o renunció) (obispo electo)
- Giovanni, O.E.S.A. † (17 de febrero de 1304-?)
- Elia Seguini, O.P. † (27 de octubre de 1343-1349 falleció)
- Nicola, O.F.M. † (17 de junio de 1349-? falleció)
- Cristoforo † (17 de noviembre de 1361-? falleció)
- Rainaldo di Monte Sant'Angelo, O.F.M. † (9 de junio de 1371-? falleció)
- Zamparino † (circa 1385-1387 renunció)
  - Guglielmo Simonelli † (17 de agosto de 1387-12 de febrero de 1420 nombrado obispo de Orange) (antiobispo)
- Antonio † (13 de julio de 1387-24 de marzo de 1390 nombrado obispo de Ruvo)
- Zamparino † (13 de abril de 1390-1403 falleció) (por segunda vez)
- Lorenzo de Gilotto † (30 de julio de 1403-29 de septiembre de 1405 nombrado obispo de Pozzuoli)
- Francesco † (29 de septiembre de 1405-?)
- Giovanni di Ruvo † (12 de febrero de 1420-? falleció)
- Benedetto Bernardo, O.P. † (18 de septiembre de 1477-1495 falleció)
- Carlo Bocconi † (23 de octubre de 1495-1505 falleció)
- Latino Pio † (5 de diciembre de 1505-1514 falleció)
- Giovanni Francesco Salvino † (4 de agosto de 1514-febrero de 1516 falleció)
- Girolamo Magnani, O.F.M. † (26 de febrero de 1518-1527 falleció)
- Ludovico Buono † (18 de febrero de 1527-1528 falleció)
- Leonardo Buonafede, O.S.B. † (24 de enero de 1528-24 de mayo de 1529 nombrado obispo de Cortona)
- Alfonso Carillo † (3 de agosto de 1530-1547 falleció)
- Pellegrino Fabi † (1 de julio de 1547-14 de septiembre de 1551 falleció)
- Giulio Pavesi, O.P. † (2 de octubre de 1555-20 de julio de 1558 nombrado arzobispo de Sorrento)
- Ugo Boncompagni † (20 de julio de 1558-1565 renunció, luego electo papa con el nombre de Gregorio XIII)
- Antonio Ganguzia † (20 de octubre de 1565-8 de marzo de 1574 falleció)
- Anselmo Olivieri, O.F.M. † (20 de marzo de 1574-?)
- José Esteve Juan  † (17 de marzo de 1586-1589 renunció[nota 11])
- Tommaso Malatesta, O.P. † (17 de julio de 1589-1589 falleció)
- Maschio Ferracuti † (25 de octubre de 1589-14 de julio de 1613 falleció)
- Muzio Vitali † (13 de noviembre de 1613-1615 falleció)
- Paolo Palumbo, C.R. † (18 de mayo de 1615-17 de abril de 1617 nombrado obispo de Cassano)
- Ambrogio Palumbo, O.P. † (12 de febrero de 1618-1641 falleció)
- Paolo Ciera, O.S.A. † (13 de enero de 1642-27 de mayo de 1644 renunció)
- Giacomo Accarisi † (17 de octubre de 1644-11 de mayo de 1653 falleció)
- Giovanni Mastelloni † (19 de octubre de 1654-28 de julio de 1668 falleció)
- Raimondo de Pozzo † (10 de noviembre de 1668-30 de octubre de 1694 falleció)
- Andrea Tontoli † (7 de febrero de 1695-21 de octubre de 1696 falleció)
- Francesco Antonio Volturale † (14 de enero de 1697-18 de octubre de 1697 falleció)
- Lorenzo Kreutter de Corvinis, O.S.B.Silv. † (20 de noviembre de 1697-14 de julio de 1701 falleció)
- Giovanni Antonio Ruggeri † (14 de mayo de 1703-8 de octubre de 1704 falleció)
- Camillo Caravita † (15 de diciembre de 1704-24 de septiembre de 1713 falleció)
  - Sede vacante (1713-1718)
- Giuseppe Grisconi, Sch.P. † (24 de enero de 1718-16 de septiembre de 1719 falleció)
- Marcantonio de Marco † (15 de abril de 1720-21 de marzo de 1725 nombrado arzobispo de Manfredonia)
- Nicola Preti Castriota † (18 de abril de 1725-1 de diciembre de 1748 renunció)
- Nicola Cimaglia, O.S.B.Coel. † (16 de diciembre de 1748-27 de mayo de 1764 falleció)
- Giuseppe Maruca † (20 de agosto de 1764-27 de diciembre de 1784 falleció)
  - Sede vacante (1784-1792)
- Domenico Arcaroli † (26 de marzo de 1792-10 de noviembre de 1817 renunció[nota 12])
  - Sede administrada por los arzobispos de Manfredonia (1818-1986)

### Arzobispos de Manfredonia y administradores apostólicos de Vieste
- Eustachio Dentice, C.R. † (6 de abril de 1818-1830 falleció)
- Vitangelo Salvemini † (2 de julio de 1832-13 de mayo de 1854 falleció)
- Vincenzo Taglialatela † (23 de junio de 1854-7 de diciembre de 1879 renunció[nota 13])
- Beniamino Feuli † (27 de febrero de 1880-19 de enero de 1884 falleció)
- Federico Pizza † (24 de marzo de 1884-19 de abril de 1897 renunció[nota 14])
- Pasquale Gagliardi † (19 de abril de 1897-1 de octubre de 1929 renunció[nota 15])
  - Alessandro Macchi † (1929-1931) (administrador apostólico)
- Andrea Cesarano † (30 de junio de 1931-20 de diciembre de 1969 falleció)
  - Antonio Cunial † (1967-1970) (administrador apostólico sede plena)
- Valentino Vailati † (25 de mayo de 1970-30 de septiembre de 1986 nombrado arzobispo de Manfredonia-Vieste)

### Arzobispos de Manfredonia-Vieste
- Valentino Vailati † (30 de septiembre de 1986-2 de junio de 1990 retirado)
- Vincenzo D'Addario † (2 de junio de 1990-24 de agosto de 2002 nombrado arzobispo a título personal de Teramo-Atri)

### Arzobispos de Manfredonia-Vieste-San Giovanni Rotondo
- Domenico Umberto D'Ambrosio (8 de marzo de 2003-16 de abril de 2009 nombrado arzobispo de Lecce)
- Michele Castoro † (15 de julio de 2009-5 de mayo de 2018 falleció)[nota 16]
- Franco Moscone, C.R.S., desde el 3 de noviembre de 2018

### Para Siponto y Manfredonia
- (en italiano) Pompeo Sarnelli, Cronologia de' vescovi et arcivescovi sipontini, Manfredonia, 1680
- (en latín) Ferdinando Ughelli, Italia sacra, vol. VII, segunda edición, Venecia, 1721, col. 809-865
- (en italiano) Vincenzio d'Avino, Cenni storici sulle chiese arcivescovili, vescovili e prelatizie (nullius) del Regno delle Due Sicilie, Nápoles, 1848, pp. 308-311
- (en italiano) Giuseppe Cappelletti, Le Chiese d'Italia dalla loro origine sino ai nostri giorni, Venecia, 1858, vol. XX, pp. 577-594
- (en italiano) Francesco Lanzoni, Le diocesi d'Italia dalle origini al principio del secolo VII (an. 604), vol. I, Faenza, 1927, pp. 277-284
- (en alemán) Hans-Walter Klewitz, Zur geschichte der bistumsorganization Campaniens und Apuliensim 10. und 11. Jahrhundert, en Quellen und Forschungen aus italienischen archiven und bibliotheken, XXIV (1932-33), pp. 54-55
- (en latín) Paul Fridolin Kehr, Italia Pontificia, vol. IX, Berlín, 1962, pp. 230-267
- (en alemán) Norbert Kamp, Kirche und Monarchie im staufischen Königreich Sizilien, vol. 2, Prosopographische Grundlegung: Bistümer und Bischöfe des Königreichs 1194 - 1266; Apulien und Kalabrien, Múnich, 1975, pp. 530-540
- (en italiano) Giorgio Otranto, L'episcopato dauno nei primi sei secoli, Atti del 4º Convegno Nazionale sulla Preistoria-Protostoria-Storia della Daunia, San Severo, 1985, pp. 149-151
- (en italiano) Mario Spedicato, Vescovi e riforma cattolica a Manfredonia nel periodo post-tridentino (secc. XVII-XVIII), Atti del 14º Convegno Nazionale sulla Preistoria-Protostoria-Storia della Daunia, San Severo, 1996, pp. 181-218
- (en latín) Pius Bonifacius Gams, Series episcoporum Ecclesiae Catholicae, Graz, 1957, pp. 924-925
- (en latín) Konrad Eubel, Hierarchia Catholica Medii Aevi, vol. 1, p. 453; vol. 2, p. 238; vol. 3, pp. 300-301; vol. 4, pp. 328-329; vol. 5, p. 358; vol. 6, p. 381

### Para Vieste
- (en latín) Ferdinando Ughelli, Italia sacra, vol. VII, segunda edición, Venecia, 1721, col. 865-878
- (en italiano) Vincenzo Giuliani, Memorie storiche, politiche, ecclesiastiche della città di Vieste, Nápoles, 1768
- (en italiano) Vincenzio d'Avino, Cenni storici sulle chiese arcivescovili, vescovili e prelatizie (nullius) del Regno delle Due Sicilie, Nápoles, 1848, p. 747
- (en italiano) Giuseppe Cappelletti, Le Chiese d'Italia dalla loro origine sino ai nostri giorni, Venecia, 1858, vol. XX, pp. 595-600
- (en latín) Paul Fridolin Kehr, Italia Pontificia, vol. IX, Berlín, 1962, pp. 268-270
- (en alemán) Norbert Kamp, Kirche und Monarchie im staufischen Königreich Sizilien, vol. 2, Prosopographische Grundlegung: Bistümer und Bischöfe des Königreichs 1194 - 1266; Apulien und Kalabrien, Múnich, 1975, pp. 541-542
- (en latín) Pius Bonifacius Gams, Series episcoporum Ecclesiae Catholicae, Graz, 1957, pp. 941-942
- (en latín) Konrad Eubel, Hierarchia Catholica Medii Aevi, vol. 1, p. 524; vol. 2, p. 266; vol. 3, p. 332; vol. 4, p. 366; vol. 5, p. 412; vol. 6, p. 439